# ŠSG-FA Šiauliai
Šiaulių sporto gimnazija-Futbolo akademija "Šiauliai" eller ŠSG-FA "Šiauliai" er en litauisk kvindefodboldklub fra Šiauliai.
Holdets farver er sort og gul. Klubben har hjemmebane på Šiaulių miesto savivaldybės stadionas (kapacitet 4.000).

## Historiske slutplaceringer
| Sæson | Niveau | Liga               | Placering | Kilde(r) | Info      |
| ----- | ------ | ------------------ | --------- | -------- | --------- |
| 2015  | 2.     | Kvinder Pirma lyga | 1.        |          | Oprykning |
| 2016  | 1.     | Kvinder A lyga     | 5.        | [ 1 ]    |           |
| 2017  | 1.     | Kvinder A lyga     | 5.        | [ 2 ]    |           |
| 2018  | 1.     | Kvinder A lyga     | 4.        | [ 3 ]    |           |
| 2019  | 1.     | Kvinder A lyga     | 4.        | [ 4 ]    |           |

## Klub farver
- Sort og gul.

| ŠSG-FA | ŠSG-FA |

## Nuværende trup
Pr. 1. april 2019.
| Nr. | Land    | Position | Spiller            |
| --- | ------- | -------- | ------------------ |
| 1   | Litauen | MM       | Gabija Matuzaitė   |
| 12  | Litauen | MM       | Aistė Griciūtė     |
| 3   | Litauen | FO       | Kristina Murinaitė |
| 5   | Litauen | AN       | Simona Bagavičiūtė |
| 6   | Litauen | AN       | Rugilė Butkutė     |
| 6   | Litauen | AN       | Justina Lalaitė    |
| 7   | Litauen | AN       | Gabija Toropovaitė |
| 8   | Litauen | MI       | Simona Rumčikaitė  |
| 9   | Litauen | AN       | Eimantė Žalytė     |
| 10  | Litauen | AN       | Einora Galzinaitė  |
| 11  | Litauen | FO       | Karolina Zelbaitė  |

| Nr. | Land    | Position | Spiller              |
| --- | ------- | -------- | -------------------- |
| 13  | Litauen | AN       | Kamilė Gudelevičiūtė |
| 15  | Litauen | FO       | Gabrielė Vitovskytė  |
| 16  | Litauen | AN       | Vismantė Čereškaitė  |
| 17  | Litauen | MI       | Kristina Murinaitė   |
| 19  | Litauen | FO       | Ema Buivydaitė       |
| 20  | Litauen | MI       | Urtė Šmigelskaitė    |
| 21  | Litauen | MI       | Gabija Musiejukaitė  |
| 22  | Litauen | MI       | Irina Kvasnickaitė   |
| 23  | Litauen | MI       | Tatjana Veržbickaja  |
| 24  | Litauen | MI       | Julija Gudelevičiūtė |
| 20  | Litauen | MI       | Vesta Ilgūnaitė      |

## Trænere
- Tatjana Veržbickaja (20??-...)